# Чумаков-Орлеанский, Владимир Викторович
Владимир Викторович Чумаков-Орлеанский (29 декабря 1962, Москва) — советский, русский художник, живописец.

## Биография
Родился в 1962 г. в Москве. Начальное художественное образование получил в архитектурном классе школы № 50 Дзержинского района г. Москвы. Учебу в художественно-архитектурной школе совмещал с концертной деятельностью в ВИА «ПИФ» ДК пос. Опалиха Красногорского района МО в качестве вокалиста. Покинул коллектив в связи с призывом в Советскую Армию.
С 1980 г. проходил срочную службу в автомобильном батальоне Московского Военного Округа. Демобилизовался в 1982 г. с военно-учетной специальностью «стрелок-художник».
В 1986 г. получил диплом художника-оформителя, в 1991 г. — диплом дизайнера интерьеров. В учебные годы вступил в Союз дизайнеров СССР, в 2006 — в Союз дизайнеров РФ. В 1991 г. по причине невозможности трудоустройства по специальности начал работать истопником на вагонном участке Юго-Западного направления МЖД, где проработал около года. С 1992 по 1996 г. работал художником-оформителем Московского дворца молодёжи, дизайнером АО «МММ», главным художником журнала «Ювелир», художником-иллюстратором издательства «Махаон», дизайнером «faberlic», 3-D дизайнером.
Время, свободное от художественно-оформительской и дизайнерской деятельности, посвящал экспериментам в области станковой живописи. Станковое творчество Чумакова-Орлеанского периода 1990-х годов характерно попытками преобразования в зрительный образ философских и теологических идей Платона, Гегеля ,Тейяра де Шардена, Павла Флоренского и других мыслителей прошлого. Данный период творчества большого коммерческого успеха не имел. Реализовал лишь несколько картин. Одна из них была продана в 1995 г. в прямом телевизионном эфире в рубрике «Аукцион» передачи «Доброе утро» Дмитрия Диброва.
В 1996 Чумаков-Орлеанский вступил в Объединение независимых художников, стихийно образованное уличными живописцами рядом с Центральным домом художника в Москве. Сюжетами картин этого периода становятся юмористические бытовые сцены русской народной жизни, написанные в традиционной технике российских художников конца XIX века. Работы были хорошо приняты публикой, материалы о художнике были опубликованы в нескольких журналах. В 2006 году Чумаков-Орлеанский покинул «Объединение» и вступил в художественный фонд «Russian Art Week». Под эгидой этой организации в составе коллектива художников участвовал в нескольких групповых выставках в МДХ на Кузнецком Мосту, галерее «МАРС» в Москве, а также в Дании, Италии,Германии и др. В 2008 г. стал лауреатом премии Дж. Б .Морони за «сохранение и преумножение живописных традиций». В эти же годы начало меняться творчество художника. В сюжетной линии начали прослеживаться аллюзии на персонажей Ветхого завета, исторических лиц, героев древнегреческой мифологии и героев «Commedia dell’Arte». Живописный язык начал пополняться новыми техниками и материалами. Активно используются поталь, рельефная паста, акриловые металлики. Стали применяться трафареты, сграффито.
В 2010 г. Чумаков-Орлеанский принял участие в выставке «Традиции и современность» в Центральном московском Манеже. Однако сразу после открытия выставки несколько картин художника по требованию организаторов были выведены из экспозиции по идеологическим соображениям.
В том же году Чумаков-Орлеанский начал экспонироваться на постоянной основе в галерее «Orleansky gallery» в Амстердаме. В составе галереи участвовал в выставках в Роттердаме, Амстердаме, Харлеме, Берлине, Париже, Монако, Цюрихе и Люксембурге, а также совместно с итальянскими галереями «New Artemisia gallery» и «Spazio Museale» участвовал в выставках в Бергамо, Лондоне, Инсбруке. С 2014 г. сотрудничает с мюнхенской галереей «Atelier Alen».
Работы Владимира Чумакова-Орлеанского находятся в галереях и частных коллекциях России, стран Евросоюза , США и КНР.

## Выставки
- 2008 — Копенгаген. Российский центр науки и культуры.
- 2008 — Берлин. Российский центр науки и культуры.
- 2008 — Бергамо. галерея «NEW Artemisia».
- 2009 — Московский дом художника на Кузнецком Мосту («Russian Art Week»)
- 2009 — Мадрид. Российский центр науки и искусства .
- 2010 — Амстердам. «ORLEANSKY gallery». Персональная выставка
- 2011 — Роттердам. «ArtWarehouse»
- 2012 — Лондон. «SW1hiring gallery».
- 2013 — Харлем. City Hall.
- 2013 — Инсбрук. «ARTInnsbruck».
- 2014 — Берлин. «Berliner Liste».[2]
- 2014 — Париж. Carrousel du Louvre. «ART Shopping».
- 2015 — Париж. Аукцион «Rossini Auction House».[3]
- 2015 — Цюрих. «Zurich International ART Fair».[4]
- с 2015 — перманентная экспозиция в Saatchi Art.[5]
- 2016 — Мюнхен. «Atelier Alen gallery». «Moscow, Symbols and Soul».[6]
- 2016 — Цюрих. "Zurich International ART Fair.[7]
- 2016 — Люксембург. «Art 3f Luxembourg ART Fair».[8]
- 2017 — Монако. «ArtMonaco».[9]